# Midtre Hellstugutinden
Midtre Hellstugutinden es una montaña en Lom, en el país europeo de Noruega. Es la segunda montaña más alta de la cresta Hellstugutindane, y se encuentra justo al norte de la montaña llamada Store Hellstugutinden. Tiene una prominencia de 145 metros y una altura de 2339 metros sobre el nivel del mar, por lo que constituye la decimotercera montaña más alta de Noruega.